# 엘비라 린도

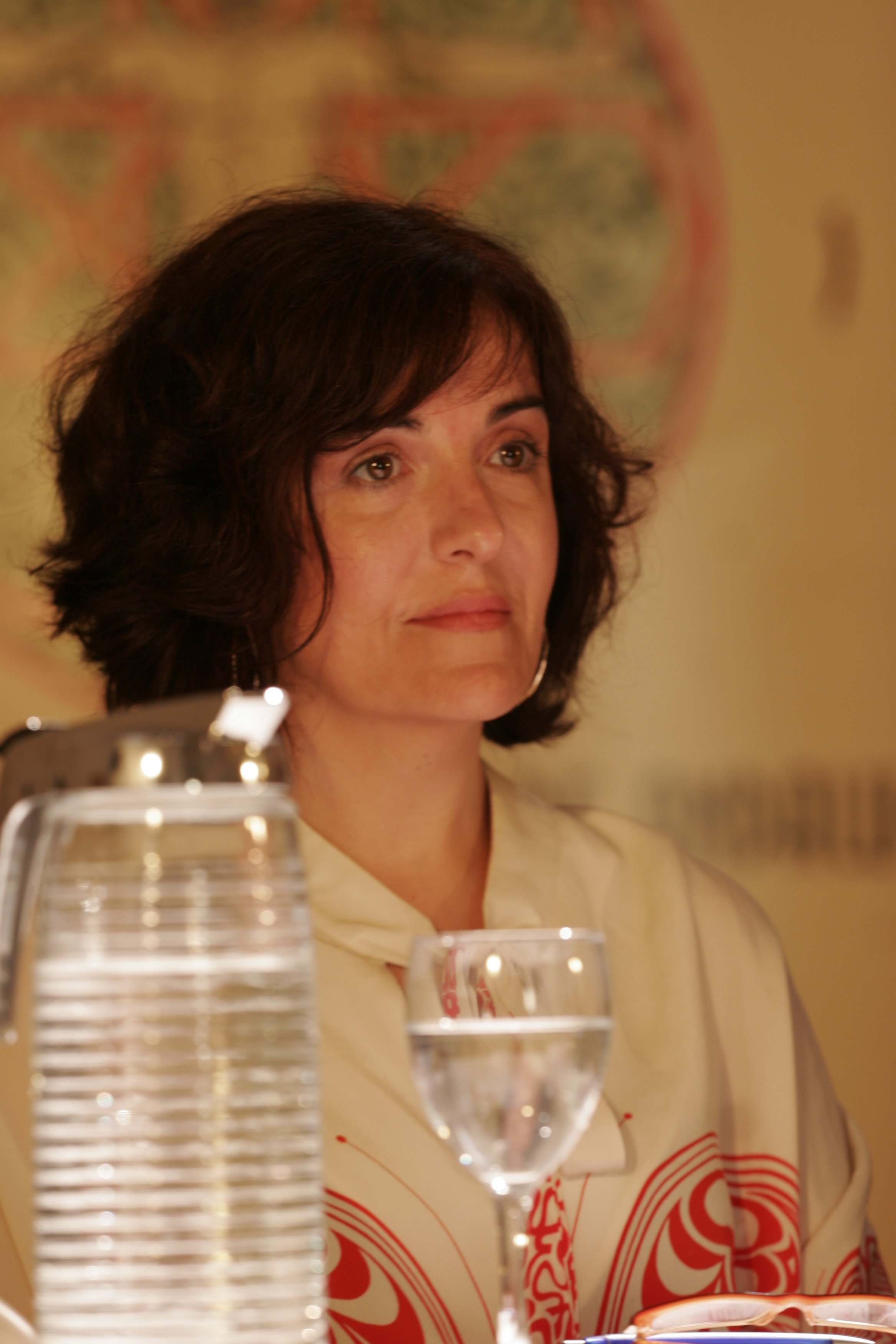
엘비라 린도

엘비라 린도(Elvira Lindo, 1962년 1월 23일 ~ )는 스페인의 작가이다.